# Torneo di Wimbledon 2017
Il torneo di Wimbledon 2017 è stata la 131ª edizione dei Championships, torneo di tennis che si gioca sull'erba e terza prova stagionale dello Slam per il 2017; si è disputata tra il 3 luglio e il 16 luglio 2017 sui 19 campi dell'All England Lawn Tennis and Croquet Club, comprendendo per la categoria Seniors i tornei di singolare maschile e femminile, e di doppio maschile, femminile e misto. Andy Murray era il campione in carica del singolare maschile, mentre Serena Williams del singolare femminile.

## Torneo

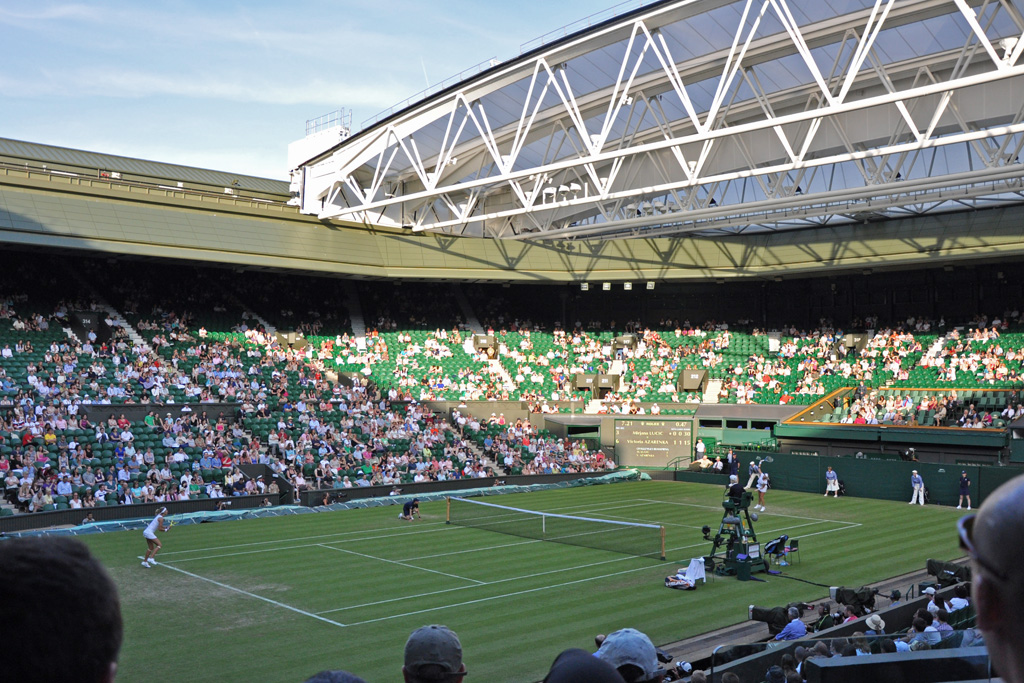
Il Centre Court dove vengono disputate le finali

Il Torneo di Wimbledon 2017 è la 131ª edizione del torneo e si disputa all'All England Lawn Tennis and Croquet Club di Londra.
Il torneo è gestito dall'International Tennis Federation (ITF) ed è incluso nei calendari dell'ATP World Tour 2017 e del WTA Tour 2017, sotto la categoria Grande Slam. Il torneo comprende il singolare (maschile, femminile, ragazzi e ragazze), il doppio (maschile, femminile, ragazzi e ragazze) e il doppio misto. Inoltre comprende il doppio sia maschile che femminile in carrozzina e per la prima volta nella storia del torneo ci sarà il singolare maschile e femminile in carrozzina. Il torneo è giocato nei campi dell All England Lawn Tennis and Croquet Club, inclusi i quattro campi principali: il Centre Court, il No. 1 Court, il No. 2 Court e il No. 3 Court.

## Programma del torneo
Il torneo si svolge in tredici giornate divise in due settimane. Nella prima domenica tradizionalmente non si gioca; questo giorno viene chiamato Middle Sunday.

## Teste di serie nel singolare
Le teste di serie per il torneo di Wimbledon 2017 sono state annunciate mercoledì 28 giugno 2017.
| Legenda colori              |
| Vincitore                   |
| Finalista                   |
| Semifinalista               |
| Quarti di finale            |
| Eliminati al 1T, 2T, 3T, 4T |

### Singolare maschile
Le teste di serie maschili sono assegnate seguendo una classifica speciale data dalla somma dei seguenti fattori:
- Punti dall'ATP Entry Ranking al 26 giugno 2017.
- 100% dei punti ottenuti sull'erba negli ultimi 12 mesi.
- 75% dei punti ottenuti sull'erba nei 12 mesi ancora precedenti.

Ranking e punteggio precedente al 3 luglio 2017. Siccome il torneo si svolge una settimana dopo rispetto all'edizione 2016, nei punti da difendere sono inclusi i risultati del torneo di Wimbledon 2016 e dei tornei disputati nella settimana dell'11 luglio 2016 (Amburgo, Newport e Båstad).
| Testa di serie | Rank | Giocatore             | Punteggio precedente | Punti da difendere | Punti conquistati | Nuovo punteggio | Situazione                                    |
| -------------- | ---- | --------------------- | -------------------- | ------------------ | ----------------- | --------------- | --------------------------------------------- |
| 1              | 1    | Andy Murray           | 9.390                | 2.000              | 360               | 7.750           | Eliminato ai QF da Sam Querrey [24]           |
| 2              | 4    | Novak Đoković         | 6.055                | 90                 | 360               | 6.325           | Ritirato ai QF contro Tomáš Berdych [11]      |
| 3              | 5    | Roger Federer         | 5.265                | 720                | 2.000             | 6.545           | Vittoria in finale contro Marin Čilić [7]     |
| 4              | 2    | Rafael Nadal          | 7.285                | 0                  | 180               | 7.465           | Eliminato al 4T da Gilles Müller [16]         |
| 5              | 3    | Stan Wawrinka         | 6.175                | 45                 | 10                | 6.140           | Eliminato al 1T da Daniil Medvedev            |
| 6              | 7    | Milos Raonic          | 4.150                | 1.200              | 360               | 3.310           | Eliminato ai QF da Roger Federer [3]          |
| 7              | 6    | Marin Čilić           | 4.235                | 360                | 1.200             | 5.075           | Sconfitto in finale da Roger Federer [3]      |
| 8              | 8    | Dominic Thiem         | 3.895                | 45                 | 180               | 4.030           | Eliminato al 4T da Tomáš Berdych [11]         |
| 9              | 9    | Kei Nishikori         | 3.830                | 180                | 90                | 3.740           | Eliminato al 3T da Roberto Bautista Agut [16] |
| 10             | 12   | Alexander Zverev      | 3.070                | 90                 | 180               | 3.160           | Eliminato al 4T da Milos Raonic [6]           |
| 11             | 15   | Tomáš Berdych         | 2.570                | 720                | 720               | 2.570           | Eliminato in SF da Roger Federer [3]          |
| 12             | 10   | Jo-Wilfried Tsonga    | 3.075                | 360                | 90                | 2.805           | Eliminato al 3T da Sam Querrey [24]           |
| 13             | 11   | Grigor Dimitrov       | 3.070                | 90                 | 180               | 3.160           | Eliminato al 4T da Roger Federer [3]          |
| 14             | 16   | Lucas Pouille         | 2.570                | 360                | 45                | 2.255           | Eliminato al 2T da Jerzy Janowicz [PR]        |
| 15             | 14   | Gaël Monfils          | 2.695                | 10                 | 90                | 2.775           | Eliminato al 3T da Adrian Mannarino           |
| 16             | 26   | Gilles Müller         | 1.675                | 45+150             | 360+45            | 1.885           | Eliminato ai QF da Marin Čilić [7]            |
| 17             | 18   | Jack Sock             | 2.335                | 90                 | 45                | 2.290           | Eliminato al 2T da Sebastian Ofner [Q]        |
| 18             | 19   | Roberto Bautista Agut | 2.155                | 90                 | 180               | 2.245           | Eliminato al 4T da Marin Čilić [7]            |
| 19             | 25   | Feliciano López       | 1.675                | 90                 | 10                | 1.595           | Ritirato al 1T contro Adrian Mannarino        |
| 20             | 20   | Nick Kyrgios          | 2.110                | 180                | 10                | 1.940           | Ritirato al 1T contro Pierre-Hugues Herbert   |
| 21             | 23   | Ivo Karlović          | 1.835                | 45+250             | 10+45             | 1.595           | Eliminato al 1T da Aljaž Bedene               |
| 22             | 27   | Richard Gasquet       | 1.560                | 180                | 10                | 1.390           | Eliminato al 1T da David Ferrer               |
| 23             | 21   | John Isner            | 1.930                | 90                 | 45                | 1.895           | Eliminato al 2T da Dudi Sela                  |
| 24             | 28   | Sam Querrey           | 1.495                | 360                | 720               | 1.855           | Eliminato in SF da Marin Čilić [7]            |
| 25             | 22   | Albert Ramos Viñolas  | 1.885                | 90+250             | 90+90             | 1.725           | Eliminato al 3T da Milos Raonic [6]           |
| 26             | 31   | Steve Johnson         | 1.395                | 180                | 90                | 1.305           | Eliminato al 3T da Marin Čilić [7]            |
| 27             | 30   | Miša Zverev           | 1.396                | (25)               | 90                | 1.461           | Eliminato al 3T da Roger Federer [3]          |
| 28             | 29   | Fabio Fognini         | 1.430                | 45                 | 90                | 1.475           | Eliminato al 3T da Andy Murray [1]            |
| 29             | 32   | Juan Martín del Potro | 1.325                | 90                 | 45                | 1.280           | Eliminato al 2T da Ernests Gulbis [PR]        |
| 30             | 34   | Karen Chačanov        | 1.176                | 16+10              | 90+9              | 1.249           | Eliminato al 3T da Rafael Nadal [4]           |
| 31             | 35   | Fernando Verdasco     | 1.175                | 10                 | 10                | 1.175           | Eliminato al 1T da Kevin Anderson             |
| 32             | 33   | Paolo Lorenzi         | 1.188                | 10                 | 45                | 1.223           | Eliminato al 2T da Jared Donaldson            |

#### Teste di serie ritirate
| Rank | Giocatore           | Punteggio precedente | Punti da difendere | Punti conquistati | Nuovo punteggio | Motivo ritiro              |
| ---- | ------------------- | -------------------- | ------------------ | ----------------- | --------------- | -------------------------- |
| 13   | David Goffin        | 2.785                | 180                | 0                 | 2.605           | Infortunio alla caviglia   |
| 17   | Pablo Carreño Busta | 2.360                | 10                 | 0                 | 2.350           | Infortunio agli addominali |
| 24   | Pablo Cuevas        | 1.735                | 10+300             | 0                 | 1.425           | Infortunio al ginocchio    |

### Singolare femminile
Le teste di serie femminili sono assegnate seguendo la classifica WTA al 26 giugno 2017 eccetto nei casi in cui il comitato organizzatore, viste le potenzialità sull'erba di una determinata giocatrice, la includa nelle teste di serie per un tabellone più equilibrato.
Ranking e punteggio precedente al 3 luglio 2017. Siccome il torneo si svolge una settimana dopo rispetto all'edizione 2016, nei punti da difendere sono inclusi i risultati del Torneo di Wimbledon 2016 e dei tornei disputati nella settimana dell'11 luglio 2016 (Bucarest e Gstaad).
| Testa di serie | Rank | Giocatrice               | Punteggio precedente | Punti da difendere | Punti conquistati | Nuovo punteggio | Situazione                                    |
| -------------- | ---- | ------------------------ | -------------------- | ------------------ | ----------------- | --------------- | --------------------------------------------- |
| 1              | 1    | Angelique Kerber         | 7.035                | 1.300              | 240               | 5.975           | Eliminata al 4T da Garbiñe Muguruza [14]      |
| 2              | 2    | Simona Halep             | 6.920                | 430+280            | 430+30            | 6.670           | Eliminata ai QF da Johanna Konta [6]          |
| 3              | 3    | Karolína Plíšková        | 6.855                | 70                 | 70                | 6.855           | Eliminata al 2T da Magdaléna Rybáriková [PR]  |
| 4              | 5    | Elina Svitolina          | 4.765                | 70                 | 240               | 4.935           | Eliminata al 4T da Jeļena Ostapenko [13]      |
| 5              | 6    | Caroline Wozniacki       | 4.550                | 10                 | 240               | 4.780           | Eliminata al 4T da Coco Vandeweghe [24]       |
| 6              | 7    | Johanna Konta            | 4.400                | 70                 | 780               | 5.110           | Eliminata in SF da Venus Williams [10]        |
| 7              | 8    | Svetlana Kuznecova       | 4.310                | 240                | 430               | 4.500           | Eliminata ai QF da Garbiñe Muguruza [14]      |
| 8              | 9    | Dominika Cibulková       | 4.010                | 430                | 130               | 3.710           | Eliminata al 3T da Ana Konjuh [27]            |
| 9              | 10   | Agnieszka Radwańska      | 3.985                | 240                | 240               | 3.985           | Eliminata al 4T da Svetlana Kuznecova [7]     |
| 10             | 11   | Venus Williams           | 3.941                | 780                | 1.300             | 4.461           | Sconfitta in finale da Garbiñe Muguruza [14]  |
| 11             | 12   | Petra Kvitová            | 3.135                | 70                 | 70                | 3.135           | Eliminata al 2T da Madison Brengle            |
| 12             | 14   | Kristina Mladenovic      | 3.095                | 10                 | 70                | 3.155           | Eliminata al 2T da Alison Riske               |
| 13             | 13   | Jeļena Ostapenko         | 3.110                | 10                 | 430               | 3.530           | Eliminata ai QF da Venus Williams [10]        |
| 14             | 15   | Garbiñe Muguruza         | 3.060                | 70                 | 2.000             | 4.990           | Vittoria in finale contro Venus Williams [10] |
| 15             | 16   | Elena Vesnina            | 2.831                | 780                | 70                | 2.121           | Eliminata al 2T da Viktoryja Azaranka [PR]    |
| 16             | 17   | Anastasija Pavljučenkova | 2.580                | 430                | 10                | 2.160           | Eliminata al 1T da Arina Rodionova [Q]        |
| 17             | 18   | Madison Keys             | 2.523                | 240                | 70                | 2.353           | Eliminata al 2T da Camila Giorgi              |
| 18             | 19   | Anastasija Sevastova     | 2.325                | 10+180             | 70+30             | 2.235           | Eliminata al 2T da Heather Watson [WC]        |
| 19             | 20   | Timea Bacsinszky         | 1.873                | 130+110            | 130+1             | 1.764           | Eliminata al 3T da Agnieszka Radwańska [9]    |
| 20             | 21   | Dar'ja Gavrilova         | 1.800                | 70                 | 10                | 1.740           | Eliminato al 1T da Petra Martić [Q]           |
| 21             | 22   | Caroline Garcia          | 1.785                | 70                 | 240               | 1.955           | Eliminata al 4T da Johanna Konta [6]          |
| 22             | 23   | Barbora Strýcová         | 1.785                | 130                | 70                | 1.725           | Eliminata al 2T da Naomi Ōsaka                |
| 23             | 24   | Kiki Bertens             | 1.685                | 130+180            | 10+1              | 1.386           | Eliminata al 1T da Sorana Cîrstea             |
| 24             | 25   | Coco Vandeweghe          | 1.658                | 240                | 430               | 1.848           | Eliminata ai QF da Magdaléna Rybáriková [PR]  |
| 25             | 27   | Carla Suárez Navarro     | 1.645                | 240                | 70                | 1.475           | Eliminata al 2T da Peng Shuai                 |
| 26             | 28   | Mirjana Lučić-Baroni     | 1.632                | 10                 | 10                | 1.632           | Eliminata al 1T da Carina Witthöft            |
| 27             | 29   | Ana Konjuh               | 1.615                | 70                 | 240               | 1.785           | Eliminata al 4T da Venus Williams [10]        |
| 28             | 26   | Lauren Davis             | 1.646                | (55)               | 10                | 1.601           | Eliminata al 1T da Varvara Lepchenko          |
| 29             | 30   | Dar'ja Kasatkina         | 1.580                | 130                | 70                | 1.520           | Eliminata al 2T da Anett Kontaveit            |
| 30             | 31   | Zhang Shuai              | 1.550                | 10                 | 10                | 1.550           | Eliminata al 1T da Viktorija Golubic          |
| 31             | 33   | Roberta Vinci            | 1.495                | 130                | 10                | 1.375           | Eliminata al 1T da Kristýna Plíšková          |
| 32             | 34   | Lucie Šafářová           | 1.450                | 240                | 70                | 1.280           | Eliminata al 2T da Shelby Rogers              |
| N/A            | 87   | Magdaléna Rybáriková     | 709                  | 10                 | 780               | 1.479           | Eliminata in SF da Garbiñe Muguruza [14]      |

#### Teste di serie ritirate
| Rank | Giocatore       | Punteggio precedente | Punti da difendere | Punti conquistati | Nuovo punteggio | Motivo ritiro           |
| ---- | --------------- | -------------------- | ------------------ | ----------------- | --------------- | ----------------------- |
| 4    | Serena Williams | 4.810                | 2.000              | 0                 | 2.810           | Maternità               |
| 32   | Laura Siegemund | 1.500                | 10+110             | 0+1               | 1.381           | infortunio al ginocchio |

## Teste di serie nel doppio
| Legenda colori          |
| Vincitori               |
| Finalisti               |
| Semifinalisti           |
| Quarti di finale        |
| Eliminati al 1T, 2T, 3T |

### Doppio maschile
| Coppia                | Coppia                 | Rank1 | Tds |
| --------------------- | ---------------------- | ----- | --- |
| Henri Kontinen        | John Peers             | 3     | 1   |
| Pierre-Hugues Herbert | Nicolas Mahut          | 11    | 2   |
| Jamie Murray          | Bruno Soares           | 11    | 3   |
| Łukasz Kubot          | Marcelo Melo           | 11    | 4   |
| Bob Bryan             | Mike Bryan             | 18    | 5   |
| Ivan Dodig            | Marcel Granollers      | 25    | 6   |
| Raven Klaasen         | Rajeev Ram             | 25    | 7   |
| Rohan Bopanna         | Édouard Roger-Vasselin | 37    | 8   |
| Jean-Julien Rojer     | Horia Tecău            | 42    | 9   |
| Ryan Harrison         | Michael Venus          | 45    | 10  |
| Feliciano López       | Marc López             | 48    | 11  |
| Juan Sebastián Cabal  | Robert Farah           | 48    | 12  |
| Fabrice Martin        | Daniel Nestor          | 60    | 13  |
| Florin Mergea         | Aisam-ul-Haq Qureshi   | 65    | 14  |
| Julio Peralta         | Horacio Zeballos       | 68    | 15  |
| Oliver Marach         | Mate Pavić             | 72    | 16  |

- 1 Ranking al 26 giugno 2017.

### Doppio femminile
| Coppia                | Coppia                      | Rank1 | Tds |
| --------------------- | --------------------------- | ----- | --- |
| Bethanie Mattek-Sands | Lucie Šafářová              | 3     | 1   |
| Ekaterina Makarova    | Elena Vesnina               | 8     | 2   |
| Chan Yung-jan         | Martina Hingis              | 9     | 3   |
| Tímea Babos           | Andrea Hlaváčková           | 19    | 4   |
| Lucie Hradecká        | Kateřina Siniaková          | 31    | 5   |
| Abigail Spears        | Katarina Srebotnik          | 40    | 6   |
| Julia Görges          | Barbora Strýcová            | 41    | 7   |
| Ashleigh Barty        | Casey Dellacqua             | 41    | 8   |
| Chan Hao-ching        | Monica Niculescu            | 44    | 9   |
| Gabriela Dabrowski    | Xu Yifan                    | 47    | 10  |
| Raquel Atawo          | Jeļena Ostapenko            | 49    | 11  |
| Anna-Lena Grönefeld   | Květa Peschke               | 56    | 12  |
| Kirsten Flipkens      | Sania Mirza                 | 57    | 13  |
| Kiki Bertens          | Johanna Larsson             | 61    | 14  |
| Andreja Klepač        | María José Martínez Sánchez | 63    | 15  |
| Eri Hozumi            | Miyu Katō                   | 77    | 16  |

- 1 Ranking al 26 giugno 2017.

### Doppio misto
| Team                   | Team                | Rank1 | Tds |
| ---------------------- | ------------------- | ----- | --- |
| Jamie Murray           | Martina Hingis      | 8     | 1   |
| Bruno Soares           | Elena Vesnina       | 10    | 2   |
| Łukasz Kubot           | Chan Yung-jan       | 14    | 3   |
| Ivan Dodig             | Sania Mirza         | 18    | 4   |
| Édouard Roger-Vasselin | Andrea Hlaváčková   | 24    | 5   |
| Rajeev Ram             | Casey Dellacqua     | 32    | 6   |
| Raven Klaasen          | Katarina Srebotnik  | 34    | 7   |
| Jean-Julien Rojer      | Chan Hao-ching      | 43    | 8   |
| Juan Sebastián Cabal   | Abigail Spears      | 43    | 9   |
| Rohan Bopanna          | Gabriela Dabrowski  | 44    | 10  |
| Daniel Nestor          | Andreja Klepač      | 46    | 11  |
| Maks Mirny             | Ekaterina Makarova  | 50    | 12  |
| Aisam-ul-Haq Qureshi   | Anna-Lena Grönefeld | 52    | 13  |
| Marcin Matkowski       | Květa Peschke       | 68    | 14  |
| Michael Venus          | Barbora Krejčíková  | 71    | 15  |
| Roman Jebavý           | Lucie Hradecká      | 79    | 16  |

- 1 Ranking al 3 luglio 2017.

## Wildcard
Ai seguenti giocatori è stata assegnata una wildcard per accedere al tabellone principale.

### Singolare maschile
- Márton Fucsovics
- Tommy Haas
- Brydan Klein
- Cameron Norrie
- Denis Shapovalov
- James Ward

### Singolare femminile
- Katie Boulter
- Naomi Broady
- Zarina Diyas
- Bethanie Mattek-Sands
- Laura Robson
- Heather Watson

### Doppio maschile
- Jay Clarke /  Marcus Willis
- Scott Clayton /  Jonny O'Mara
- Brydan Klein /  Joe Salisbury
- Thanasi Kokkinakis /  Jordan Thompson
- Ken Skupski /  Neal Skupski

### Doppio femminile
- Katie Boulter /  Katie Swan
- Harriet Dart /  Katy Dunne
- Jocelyn Rae /  Laura Robson

### Doppio misto
- Liam Broady /  Naomi Broady
- Dominic Inglot /  Laura Robson
- Joe Salisbury /  Katy Dunne
- Ken Skupski /  Jocelyn Rae
- Neal Skupski /  Anna Smith

## Qualificazioni

### Singolare maschile
1. Simone Bolelli
2. Stefanos Tsitsipas
3. Taylor Fritz
4. Peter Gojowczyk
5. Andrej Rublëv
6. Alexander Ward
7. Andrew Whittington
8. Lukáš Rosol
9. Illja Marčenko
10. Daniel Brands
11. Serhij Stachovs'kyj
12. Ruben Bemelmans
13. Cristian Garín
14. Sebastian Ofner
15. Stefano Travaglia
16. Nicolás Jarry

Lucky Loser
1. Aleksandr Bublik

### Singolare femminile
1. Petra Martić
2. Alison Van Uytvanck
3. Ons Jabeur
4. Françoise Abanda
5. Anna Blinkova
6. Aryna Sabalenka
7. Anastasija Potapova
8. Irina Falconi
9. Polona Hercog
10. Bianca Andreescu
11. Arina Rodionova
12. Marina Eraković

### Doppio maschile
1. Johan Brunström /  Andreas Siljeström
2. Kevin Krawietz /  Igor Zelenay
3. Hugo Nys /  Antonio Šančić
4. Hsieh Cheng-peng /  Max Schnur

Lucky loser
1. Sander Arends /  Peng Hsien-yin
2. Ariel Behar /  Aljaksandr Bury
3. Dino Marcan /  Tristan-Samuel Weissborn
4. Ilija Bozoljac /  Flavio Cipolla

### Doppio femminile
1. Natela Dzalamidze /  Veronika Kudermetova
2. Paula Kania /  Nina Stojanović
3. Monique Adamczak /  Storm Sanders
4. İpek Soylu /  Varatchaya Wongteanchai

Lucky loser
1. Lesley Kerkhove /  Lidzija Marozava
2. Jessica Moore /  Akiko Ōmae
3. Ashley Weinhold /  Caitlin Whoriskey

## Ritiri
I seguenti giocatori sono stati ammessi di diritto nel tabellone principale, ma si sono ritirati a causa di infortuni o altri motivi.
Prima del torneo
Singolare maschile
- Nicolás Almagro →sostituito da  Ernests Gulbis
- Pablo Carreño Busta →sostituito da  Facundo Bagnis
- Pablo Cuevas →sostituito da  Aleksandr Bublik
- Chung Hyeon →sostituito da  Marco Cecchinato
- Daniel Evans →sostituito da  Henri Laaksonen
- David Goffin →sostituito da  Evgenij Donskoj
- Yoshihito Nishioka →sostituito da  Dudi Sela

Singolare femminile
- Vania King →sostituita da  Ana Bogdan
- Jaroslava Švedova →sostituita da  Magdaléna Rybáriková
- Laura Siegemund →sostituita da  Danka Kovinić
- Samantha Stosur →sostituita da  Hsieh Su-wei
- Ajla Tomljanović →sostituita da  Chang Kai-chen
- Serena Williams →sostituita da  Richèl Hogenkamp

Durante il torneo
Singolare maschile
- Steve Darcis
- Novak Đoković
- Aleksandr Dolhopolov
- Denis Istomin
- Martin Kližan
- Nick Kyrgios
- Feliciano López
- Dudi Sela
- Janko Tipsarević
- Viktor Troicki

Singolare femminile
- Bethanie Mattek-Sands
- Anastasija Potapova

## Tennisti partecipanti ai singolari

### Singolare maschile
- Singolare maschile

| Campione                  | Campione               | Finalista                  | Finalista                  |
| ------------------------- | ---------------------- | -------------------------- | -------------------------- |
| Roger Federer [3]         | Roger Federer [3]      | Marin Čilić [7]            | Marin Čilić [7]            |
| Semifinalisti             |                        |                            |                            |
| Sam Querrey [24]          | Sam Querrey [24]       | Tomáš Berdych [11]         | Tomáš Berdych [11]         |
| Eliminati ai quarti       |                        |                            |                            |
| Andy Murray [1]           | Gilles Müller [16]     | Milos Raonic [6]           | Novak Đoković [2]          |
| Eliminati agli ottavi     |                        |                            |                            |
| Benoît Paire              | Kevin Anderson         | Rafael Nadal [4]           | Roberto Bautista Agut [18] |
| Alexander Zverev [10]     | Grigor Dimitrov [13]   | Dominic Thiem [8]          | Adrian Mannarino           |
| Eliminati al 3º turno     |                        |                            |                            |
| Fabio Fognini [28]        | Jerzy Janowicz (PR)    | Jo-Wilfried Tsonga [12]    | Ruben Bemelmans (Q)        |
| Karen Chačanov [30]       | Aljaž Bedene           | Kei Nishikori [9]          | Steve Johnson [26]         |
| Albert Ramos Viñolas [25] | Sebastian Ofner (Q)    | Dudi Sela                  | Miša Zverev [27]           |
| Jared Donaldson           | David Ferrer           | Gaël Monfils [15]          | Ernests Gulbis (PR)        |
| Eliminati al 2º turno     |                        |                            |                            |
| Dustin Brown              | Jiří Veselý            | Pierre-Hugues Herbert      | Lucas Pouille [14]         |
| Simone Bolelli (Q)        | Nikoloz Basilašvili    | Andreas Seppi              | Daniil Medvedev            |
| Donald Young              | Thiago Monteiro        | Damir Džumhur              | Lukáš Rosol (Q)            |
| Serhij Stachovs'kyj (Q)   | Peter Gojowczyk (Q)    | Radu Albot                 | Florian Mayer              |
| Michail Južnyj            | Andrej Rublëv (Q)      | Jack Sock [17]             | Frances Tiafoe             |
| Marcos Baghdatis          | John Isner [23]        | Michail Kukuškin           | Dušan Lajović              |
| Gilles Simon              | Paolo Lorenzi [32]     | Steve Darcis               | Ryan Harrison              |
| Kyle Edmund               | Yūichi Sugita          | Juan Martín del Potro [29] | Adam Pavlásek              |
| Eliminati al 1º turno     |                        |                            |                            |
| Aleksandr Bublik (LL)     | João Sousa             | Illja Marčenko (Q)         | Dmitrij Tursunov (PR)      |
| Nick Kyrgios [20]         | Rogério Dutra da Silva | Denis Shapovalov (WC)      | Malek Jaziri               |
| Cameron Norrie (WC)       | Lu Yen-hsun            | Carlos Berlocq             | Thomas Fabbiano            |
| Fernando Verdasco [31]    | Norbert Gombos         | Tommy Haas (WC)            | Stan Wawrinka [5]          |
| John Millman (PR)         | Denis Istomin          | Andrew Whittington (Q)     | Andrej Kuznecov            |
| Ivo Karlović [21]         | Renzo Olivo            | Henri Laaksonen            | Márton Fucsovics (WC)      |
| Marco Cecchinato          | Julien Benneteau       | Marius Copil               | Andreas Haider-Maurer (PR) |
| Nicolás Kicker            | Facundo Bagnis         | Viktor Troicki             | Philipp Kohlschreiber      |
| Jan-Lennard Struff        | Nicolas Mahut          | Stefano Travaglia (Q)      | Jordan Thompson            |
| Cristian Garín (Q)        | Thomaz Bellucci        | Robin Haase                | Evgenij Donskoj            |
| Diego Schwartzman         | James Ward (WC)        | Marcel Granollers          | Taylor Fritz (Q)           |
| Bernard Tomić             | Tarō Daniel            | Stefanos Tsitsipas (Q)     | Aleksandr Dolhopolov       |
| Vasek Pospisil            | Nicolás Jarry (Q)      | Janko Tipsarević           | Horacio Zeballos           |
| Richard Gasquet [22]      | Ričardas Berankis (PR) | Borna Ćorić                | Jérémy Chardy              |
| Daniel Brands (Q)         | Alexander Ward (Q)     | Brydan Klein (WC)          | Feliciano López [19]       |
| Thanasi Kokkinakis (PR)   | Víctor Estrella Burgos | Ernesto Escobedo           | Martin Kližan              |

### Singolare femminile
- Singolare femminile

| Campionessa               | Campionessa               | Finalista                  | Finalista                     |
| ------------------------- | ------------------------- | -------------------------- | ----------------------------- |
| Garbiñe Muguruza [14]     | Garbiñe Muguruza [14]     | Venus Williams [10]        | Venus Williams [10]           |
| Semifinaliste             |                           |                            |                               |
| Magdaléna Rybáriková [PR] | Magdaléna Rybáriková [PR] | Johanna Konta [6]          | Johanna Konta [6]             |
| Eliminate ai quarti       |                           |                            |                               |
| Svetlana Kuznecova [7]    | Coco Vandeweghe [24]      | Jeļena Ostapenko [13]      | Simona Halep [2]              |
| Eliminate agli ottavi     |                           |                            |                               |
| Angelique Kerber [1]      | Agnieszka Radwańska [9]   | Petra Martić (Q)           | Caroline Wozniacki [5]        |
| Ana Konjuh [27]           | Elina Svitolina [4]       | Timea Bacsinszky [19]      | Polona Hercog (Q)             |
| Eliminate al 3º turno     |                           |                            |                               |
| Shelby Rogers             | Sorana Cîrstea            | Timea Bacsinszky [19]      | Polona Hercog (Q)             |
| Lesja Curenko             | Zarina Diyas (WC)         | Alison Riske               | Anett Kontaveit               |
| Dominika Cibulková [8]    | Naomi Ōsaka               | Camila Giorgi              | Carina Witthöft               |
| Maria Sakkarī             | Madison Brengle           | Heather Watson (WC)        | Peng Shuai                    |
| Eliminate al 2º turno     |                           |                            |                               |
| Kirsten Flipkens          | Lucie Šafářová [32]       | Bethanie Mattek-Sands (WC) | Yanina Wickmayer              |
| Christina McHale          | Kristína Kučová           | Varvara Lepchenko          | Ekaterina Makarova            |
| Karolína Plíšková [3]     | Viktorija Golubic         | Denisa Allertová           | Arina Rodionova (Q)           |
| Kristina Mladenovic [12]  | Tatjana Maria             | Dar'ja Kasatkina [29]      | Cvetana Pironkova             |
| Jennifer Brady            | Irina-Camelia Begu        | Barbora Strýcová [22]      | Wang Qiang                    |
| Françoise Abanda (Q)      | Madison Keys [17]         | Aryna Sabalenka (Q)        | Francesca Schiavone           |
| Donna Vekić               | Kristýna Plíšková         | Ana Bogdan                 | Petra Kvitová [11]            |
| Elena Vesnina [15]        | Anastasija Sevastova [18] | Carla Suárez Navarro [25]  | Beatriz Haddad Maia (Q)       |
| Eliminate al 1º turno     |                           |                            |                               |
| Irina Falconi (Q)         | Misaki Doi                | Julia Boserup              | Océane Dodin                  |
| Kiki Bertens [23]         | Magda Linette             | Kateryna Bondarenko        | Ekaterina Aleksandrova        |
| Jelena Janković           | Katie Boulter (WC)        | Bianca Andreescu (Q)       | Mónica Puig                   |
| Lauren Davis [28]         | Annika Beck               | Alison Van Uytvanck (Q)    | Ons Jabeur (Q)                |
| Evgenija Rodina           | Monica Niculescu          | Julia Görges               | Zhang Shuai [30]              |
| Dar'ja Gavrilova [20]     | Risa Ozaki                | Han Xinyun                 | Anastasija Pavljučenkova [16] |
| Pauline Parmentier        | Sloane Stephens (PR)      | Anastasija Potapova (Q)    | Mona Barthel                  |
| Zheng Saisai              | Lara Arruabarrena         | Sara Errani                | Tímea Babos                   |
| Andrea Petković           | Danka Kovinić             | Naomi Broady (WC)          | Sabine Lisicki (PR)           |
| Verónica Cepede Royg      | Sara Sorribes Tormo       | Chang Kai-chen             | Elise Mertens                 |
| Aljaksandra Sasnovič      | Kurumi Nara               | Alizé Cornet               | Nao Hibino                    |
| Mirjana Lučić-Baroni [26] | Irina Chromačëva          | Mandy Minella              | Ashleigh Barty                |
| Hsieh Su-wei              | Natal'ja Vichljanceva     | Kateřina Siniaková         | Roberta Vinci [31]            |
| Jana Čepelová             | Duan Yingying             | Richèl Hogenkamp           | Johanna Larsson               |
| Anna Blinkova (Q)         | Catherine Bellis          | Maryna Zanevs'ka           | Julija Putinceva              |
| Eugenie Bouchard          | Markéta Vondroušová       | Laura Robson (WC)          | Marina Eraković (Q)           |

## Campioni

### Senior

#### Singolare maschile
Roger Federer ha sconfitto in finale  Marin Čilić con il punteggio di 6-3, 6-1, 6-4.

#### Singolare femminile
Garbiñe Muguruza ha sconfitto in finale  Venus Williams con il punteggio di 7-5, 6-0.

#### Doppio maschile
Łukasz Kubot /  Marcelo Melo hanno sconfitto in finale  Oliver Marach /  Mate Pavić con il punteggio di 5-7, 7-5, 7–6(2), 3-6, 13-11.

#### Doppio femminile
Ekaterina Makarova /  Elena Vesnina hanno sconfitto in finale  Chan Hao-ching /  Monica Niculescu con il punteggio di 6-0, 6-0.

#### Doppio misto
Jamie Murray /  Martina Hingis hanno sconfitto in finale  Henri Kontinen /  Heather Watson con il punteggio di 6-4, 6-4.

### Junior

#### Singolare ragazzi
Alejandro Davidovich Fokina ha sconfitto in finale  Axel Geller con il punteggio di 7–6(2), 6-3.

#### Singolare ragazze
Claire Liu ha sconfitto in finale  Ann Li con il punteggio di 6-2, 5-7, 6-2.

#### Doppio ragazzi
Axel Geller /  Hsu Yu-hsiou hanno sconfitto in finale  Jurij Rodionov /  Michael Vrbenský con il punteggio di 6-4, 6-4.

#### Doppio ragazze
Olga Danilović /  Kaja Juvan hanno sconfitto in finale  Caty McNally /  Whitney Osuigwe con il punteggio di 6-4, 6-3.

### Tennisti in carrozzina

#### Singolare maschile carrozzina
Stefan Olsson ha sconfitto in finale  Gustavo Fernández con il punteggio di 7-5, 3-6, 7-5.

#### Singolare femminile carrozzina
Diede de Groot ha sconfitto in finale  Sabine Ellerbrock con il punteggio di 6-0, 6-4.

#### Doppio maschile carrozzina
Alfie Hewett /  Gordon Reid hanno sconfitto in finale  Stéphane Houdet /  Nicolas Peifer con il punteggio di 6(5)–7, 7-5, 7–6(3).

#### Doppio femminile carrozzina
Yui Kamiji /  Jordanne Whiley hanno sconfitto in finale  Marjolein Buis /  Diede de Groot con il punteggio di 2-6, 6-3, 6-0.

### Altri eventi

#### Doppio maschile per invito
Lleyton Hewitt /  Mark Philippoussis hanno sconfitto in finale  Justin Gimelstob /  Ross Hutchins con il punteggio di 6-3, 6-3.

#### Doppio maschile per invito senior
Jacco Eltingh /  Paul Haarhuis hanno sconfitto in finale  Richard Krajicek /  Mark Petchey con il punteggio di 4-6, 6-3, [10-6].

#### Doppio femminile per invito
Cara Black /  Martina Navrátilová hanno sconfitto in finale  Arantxa Sánchez Vicario /  Selima Sfar con il punteggio di 6-2, 4-6, [10-4].

## Punti e montepremi
Il montepremi complessivo per il 2017 è di 31.600.000 £.
| Torneo              | Torneo              | V         | F         | SF      | QF      | 4T      | 3T     | 2T     | 1T     | Q  | Q3     | Q2    | Q1    |
| Singolare maschile  | Punti               | 2000      | 1200      | 720     | 360     | 180     | 90     | 45     | 10     | 25 | 16     | 8     | 0     |
| Singolare maschile  | Premi in denaro (£) | 2.200.000 | 1.100.000 | 550.000 | 275.000 | 147.000 | 90.000 | 57.000 | 35.000 | –  | 17.500 | 8.750 | 4.375 |
| Doppio maschile     | Punti               | 2000      | 1200      | 720     | 360     | 180     | 90     | 0      | –      | –  | –      | –     | –     |
| Doppio maschile     | Premi in denaro (£) | 400.000   | 200.000   | 100.000 | 50.000  | 26.500  | 16.500 | 10.750 | –      | –  | –      | –     | –     |
| Singolare femminile | Punti               | 2000      | 1300      | 780     | 430     | 240     | 130    | 70     | 10     | 40 | 30     | 20    | 2     |
| Singolare femminile | Premi in denaro (£) | 2.200.000 | 1.100.000 | 550.000 | 275.000 | 147.000 | 90.000 | 57.000 | 35.000 | –  | 17.500 | 8.750 | 4.375 |
| Doppio femminile    | Punti               | 2000      | 1300      | 780     | 430     | 240     | 10     | –      | –      | –  | –      | –     |       |
| Doppio femminile    | Premi in denaro (£) | 400.000   | 200.000   | 100.000 | 50.000  | 26.500  | 16.500 | 10.750 | –      | –  | –      | –     | –     |
| Doppio misto        | Punti               | –         | –         | –       | –       | –       | –      | –      | –      | –  | –      | –     | –     |
| Doppio misto        | Premi in denaro (£) | 100.000   | 50.000    | 25.000  | 12.000  | 6.000   | 3.000  | 1.500  | –      | –  | –      | –     | –     |